# خانه محمد کریم خدام محمدی
خانه محمد کریم خدام محمدی مربوط به دوره قاجار است و در شیراز، کوچه اسحاق بیگ، تاق حاج میرزا کریم صراف واقع شده و این اثر در تاریخ ۱۰ خرداد ۱۳۸۲ با شمارهٔ ثبت ۸۷۱۱ به‌عنوان یکی از آثار ملی ایران به ثبت رسیده است.